# Тампико (Иллинойс)
Тампико — деревня, расположенная в городке Тампико, округ Уайтсайд, Иллинойс, США, рядом с Рок-Фолcом и Стерлингом, Иллинойс. По данным переписи 2010 года, общая численность населения деревни составляла 790 человек, по сравнению с 772 по данным переписи 2000 года. Он известен как место рождения Рональда Рейгана, 40-го президента Соединенных Штатов.
Территория, на которой располагался будущий городок Тампико, представляла собой болото. Первые неоригинальные поселенцы прибыли в 1852 году. Городок Тампико был основан в 1861 году. В 1863–64 годах этот район был осушен. Местная железная дорога CB&Q была введена в эксплуатацию в 1871 году и выведена из эксплуатации в начале 1980-х годов. В июне 1874 года налетел торнадо, уничтоживший 27 зданий. В 1875 году была включена деревня Тампико.